# نادي نبتونس لكرة السلة
نادي نبتونس لكرة السلة (بالليتوانية: Klaipėdos Neptūnas)‏ هو فريق كرة سلة ليتواني تأسس في سنة 1964 يقع مقره في كلايبيدا ويدربه داينيوس أدومايتيس. ينافس في الدوري الليتواني لكرة السلة ودوري أبطال أوروبا لكرة السلة.

## أبرز اللاعبين
من أبرز اللاعبين الذين لعبوا معه:
- أرينزي أونواكو
- أرفيداس ماسيجوسكاس
- دوناتاس زافاكاس
- جيدريوس جستاس
- كيث بنسون
- مصطفى شكور
- توماس ديلينينكيتيس

## وصلات خارجية
- الموقع الرسمي